# Konvergentní rozhraní
Konvergentní rozhraní je rozhraní mezi dvěma litosférickými deskami, které se pohybují proti sobě, čímž dochází k subdukci – jedna deska se začne podsouvat pod druhou. 

## Rozdělení
Mohou nastat následující možnosti: 
|  |  |  |

1. oceánsko-kontinentální rozhraní - vznik příkopů, sopek, pásemných pohoří (např. Andy)
2. dvě pevninské desky se zapříčí a nastane horotvorný proces (orogeneze) – např. zasunující se Indická deska pod Eurasijskou, což vyúsťuje ve vznik Himálají
3. jedna oceánská deska se podsouvá pod druhou – vytvářejí se příkopy, nad horní deskou přitom vzniká oblouk sopečných ostrovů, který je rovnoběžný s příkopem